# Jiří Ornest
Jiří Ornest (Prága, 1946. szeptember 27. – Prága, 2017. április 9.) cseh színész, színházi rendező.

## Filmjei

### Mozifilmek
- A kis hableány (Malá morská víla) (1976)
- A légy halála (Smrt mouchy) (1977)
- Harminc lány és Pythagoras (30 panen a Pythagoras) (1977)
- A fekete halál (Smrt na cerno) (1979)
- Ki korán kel, aranyat lel (Kam doskáce ranní ptáce) (1987)
- Süvölvényévek (Sakalí léta) (1993)
- Átok völgye (Golet v údolí) (1995)
- Mama kurázsija (My Mother's Courage) (1995)
- Vissza a természetbe! (Cesta z mesta) (2000)
- Bajnokok (Mistri) (2004)
- Szép pillanatok (Hezké chvilky bez záruky) (2006)
- A védelmező (Protektor) (2009)
- Masaryk (2016)

### Tv-filmek
- Mussolini – Út a hatalomig (Il giovane Mussolini) (1993)

## Díjai
- Alfréd Radok-díj (1996)